# Reginald Jacques
Thomas Reginald Jacques (Ashby-de-la-Zouch, Leicestershire, 13 de gener, 1894 - Stowmarket, comtat de Suffolk, 2 de juny de 1969) va ser un director d'orquestra i coral anglès. El seu llegat inclou diversos arranjaments de música coral, però no se'l recorda principalment com a compositor.

## Biografia
Jacques va obtenir el seu primer grau a la Universitat d'Oxford amb Sir Hugh Allen, on més tard es va convertir en organista (1926) i membre (1933) del "Queen's College". El doctor Jacques va ocupar una successió de càrrecs cada cop més prestigiosos i influents en el món de la música, amb seu principalment a Oxford i Londres. Va dirigir l'"Oxford Harmonic Society" entre 1923 i 1930 i el "Bach Choir" durant trenta anys entre 1932 i 1960. Va fundar la "Jacques String Orchestra" el 1936. Va esdevenir director musical del "Council for the Encouragement of Music and the Arts" (CEMA) a la seva creació el gener de 1940.
Kathleen Ferrier va ser sovint solista amb Jacques durant aquest temps, i va interpretar el seu primer Messies a Londres amb ell el 17 de maig de 1943, un esdeveniment que va obrir la seva carrera. La seva orquestra de corda va establir la sèrie de concerts matinals al primer Festival Internacional d'Edimburg el 1947, i (més enllà del seu repertori bàsic de música barroca) també va interpretar i estrenar obres angleses contemporànies de compositors com Arthur Bliss, Arnold Cooke, Gordon Jacob o John Ireland. El seu arranjament de cordes d'Adam Lay Ybounden de Peter Warlock s'ha gravat recentment.
Va col·laborar amb Sir David Willcocks en la compilació del popular primer volum de Carols for Choirs (1961), que incorpora diversos dels seus arranjaments més coneguts. Va ser el primer director del CEMA, el Consell per al Foment de la Música i les Arts, precursor del Consell de les Arts. Jacques va patir mala salut la major part de la seva vida, conseqüència de les ferides rebudes durant la Primera Guerra Mundial. Es va retirar de la direcció el 1960. La seva adreça als anys 1950 i 1960 era 12, St Mary Abbot's Place, Kensington. Va ser convidat a "Desert Island Discs" el 26 d'agost de 1963.